# Stichting Kunstweek
Stichting Kunstweek is een Nederlandse stichting die de collectieve promotie van beeldende kunst ten doel heeft, door het vergroten van de belangstelling voor beeldende kunst in het algemeen en daarbij in het bijzonder de bekendheid van Nederlandse beeldend kunstenaars en hun werk. 
De stichting organiseert sinds 2003 jaarlijks de verkiezing Kunstenaar van het Jaar. Winnaars tot op heden waren:
zie lijst  Kunstenaar van het Jaar
In 2021 kwam de stichting negatief in het nieuws door het verkopen van certificaten aan kunstenaars.